# 大江橋法律事務所
大江橋法律事務所（おおえばしほうりつじむしょ、Oh-Ebashi LPC & Partners）は、日本の法律事務所。

## 概要
名前は堂島川に架かる大江橋に由来。
「大阪四大」の筆頭格である。主たる法律事務所が大阪にあり、西日本に地盤を置く法律事務所としては最大規模である。このほか、東京・名古屋・上海にも事務所がある。所属弁護士数は171人（2024年（令和6年）1月末現在）で、日本の法律事務所としては所属弁護士数第10位である。弁護士法人形態を採るものとしては最大規模である。東京事務所にも60名以上の弁護士を有する。
大規模な法律事務所でありながら、M&Aから個人の刑事事件まで幅広く対応するのが特徴である。

## 沿革
- 1981年1月1日　「石川・塚本・宮﨑法律事務所」を設立
- 1983年1月1日　名称を「大江橋法律事務所」に変更
- 1995年5月3日　上海事務所を開設
- 2002年8月8日　「弁護士法人　大江橋法律事務所」を設立
- 2002年9月2日　東京事務所を開設
- 2015年9月2日　名古屋事務所を開設
- 2023年11月17日　宝塚歌劇団の宙組娘役の女性俳優（当時25歳）が2023年9月に転落死した問題に関して、劇団側からの依頼を受けて（外部機関として）調査を行った大阪事務所内に（劇団と同じく阪急阪神東宝グループ傘下である）エイチ・ツー・オー リテイリングの社外取締役を兼任する人物が所属していることが発覚。遺族代理人から『看過できない事柄で、説明が必要だ』と批判コメントが出される等、調査の公正さ・信頼性が疑われる事態に発展[4]

## 所在地
- 大阪事務所

大阪市北区中之島2-3-18 中之島フェスティバルタワー27階
- 東京事務所

東京都千代田区丸の内2丁目2番1号　岸本ビルディング2階
- 名古屋事務所

名古屋市中村区名駅4-4-10　名古屋クロスコートタワー16階
- 上海事務所

上海市浦東新区陸家嘴環路1000号　恒生銀行大厦（Hang Seng Bank Tower）13階

## 所属弁護士等
- 代表パートナー

国谷史朗
- 特別顧問

石川正
宮﨑誠 -大阪、元日弁連会長
- カウンセル

畝本毅 - 元高松高等検察庁検事長
畑郁夫 - 元大阪地方裁判所長
高橋和之 - 東京大学名誉教授
北川俊光 - 関西大学名誉教授
林圭介 - 元大阪高等裁判所判事
佐賀義史 - 元大阪地方裁判所判事
- かつて所属していた者

大沼保昭 - 東京大学名誉教授
江見弘武 －　元高松高等裁判所長官
倉吉敬 - 元東京高等裁判所長官
龍田節 - 京都大学名誉教授
岡村久道 - 弁護士法人英知法律事務所所長
和仁亮裕 - 外国法共同事業法律事務所リンクレーターズマネージング・パートナー